# Mira Nikolić (glumica)
Mira Nikolić (Beograd, 2. srpnja 1935. – Beograd, 25. travnja 2005.) je bila srbijanska i jugoslavenska kazališna, televizijska, radijska i filmska glumica.

## Životopis
S nepunih četrnaest godina nastupila je u akcionom ratno komičnom dugometražnom igranom filmu "Barba Žvane"  (1949.) redatelja i glumca Vjekoslava Afrića, tada jednog od najprestižnijih autora tadašnja nove jugoslavenske kinematografije. Potom upisuje i studira beogradsku pozorišnu akademiju koju prekida na drugoj godini da bi odigrala glavnu ulogu sa slavnim Borisom Buzančićem u filmu "Nije bilo uzalud" godine 1957. redatelja Nikole Tanhofera. Njezina interpretacija je postigla veliki uspjeh te se ona po završetku akademije, seli u Zagreb te tamo provodi sedam izuzetno plodnih i uspješnih stvaralačkih godina snimajući brojne glavne uloge za Jadran Film te kao članica drame Hrvatskog narodnog kazališta.
Po povratku u Beograd zapošljava se u Beogradskom dramskom pozorištu u kojem igra razne uloge četiri kazališne sezone, a potom se posvećuje filmu, radiju, vođenju emisija i programa za televiziju te snima brojne reklame.
Iako je bila velika filmska zvijezda pedesetih i šezdesetih godina u Jugoslaviji mimoišle su je nagrade usprkos ogromne popularnosti kod publike i velikog štovanje kritike. Dobila je ipak posebnu nagradu UNESCO-a za ulogu u slavnom filmu Fedora Škubonje "Izgubljena olovka".
Pred kraj svoje karijere posvetila se gastronomiji, kulinarstvu i znanstvenom pripremanju hrane te o tome napisala nekoliko knjiga i udžbenika, ("Ishrana", "Nauka o ishrani" i druge).

## Popis uloga

### Televizijske uloge
- "Kamiondžije" (1973.)
- "Dežurna ulica" (1967.)
- "Kod sudije za prekršaje" (1966.)

### Filmske uloge
- "Dark Echo" kao Gretel (1977.)
- "Kraj nedelje" kao bolesnica (1975.)
- "Orgulje i vatrogasci" (1973.)
- "19 djevojaka i Mornar" (1971.)
- "Pre istine" kao prostitutka (1968.)
- "Dve stolice i pozadina" (1967.)
- "Svečanost na usputnoj stanici" (1967.)
- "Dovoljno je ćutati" (1965.)
- "Pet večeri" (1964.)
- "20.000 za trošak" (1963.)
- "Pet minuta raja" (1962.)
- "Dan četrnaesti" kao Ljiljana (1961.)
- "Izgubljena olovka" kao učiteljica (1960.)
- "H-8" kao mlada majka Gordana (1958.)
- "Naši se putovi razilaze" kao Nada (1957.)
- "Krvava košulja" (1957.)
- "Nije bilo uzalud" kao Bojka (1957.)
- "Barba Zvane" (1949.)

## Vanjske poveznice
- Mira Nikolić u internetskoj bazi filmova IMDb-u (engl.)